# Air (jogo eletrônico)
Air é uma série Visual novel criada pela Key e lançada originalmente para PC. A versão original do jogo continha situações adultas e algumas cenas hentai. Posteriormente, foram lançadas edições dubladas e sem o conteúdo erótico, denominadas All Ages Version (para todas as idades) para PC, Dreamcast e Playstation 2. 
Air também teve uma adaptação em anime, produzida pela Kyoto Animation e exibida na rede de TV BS-i em 2005. A versão animada é baseada nos jogos All Ages Version.
A versão em anime mostra a história de Yukito Kunisaki, um titereiro que viaja pelo Japão em busca da "menina que está no céu". Durante sua jornada, o jovem chega a uma pequena cidade próxima ao mar. Entre uma apresentações fracassada e outra, Yukito acaba se tornando amigo da bela Misuzu Kamio, uma solitária garota que sofre de uma doença desconhecida. A presença de Yukito na cidade acaba por mudar drasticamente a vida de alguns moradores; e sua relação com Misuzu trará algumas antigas lendas e velhas lembranças de volta à tona. Existe ainda um longa-metragem com uma história alternativa, lançada pela Toei Animation em fevereiro de 2005. Todas essas versões permanecem inéditas no Brasil, embora já tenham sido legendadas por fansubbers brasileiros. 

## Visual Novel
Air é uma Visual Novel de romance, onde o jogador assume o papel de três personagens. Muito de sua jogabilidade requer apenas que o jogador leia textos, representando a narrativa e diálogos da história, exigindo poucas interações. Air segue uma narrativa não-linear com múltiplos finais, e, dependendo das decisões feitas pelo jogador no decorrer da história, o enredo seguirá a uma direção específica. 
Há cinco direções que o jogador terá a chance de vivenciar, sendo três delas já disponíveis no início, e duas se tornando disponíveis mais tarde. Com o decorrer da jogabilidade, o jogador receberá múltiplas opções para escolher, e a progressão de texto pausará nesses pontos, até que uma escolha seja feita. Para ver todas as direções possíveis, o jogador deverá recomeçar o jogo diversas vezes, e escolher opções diferentes, levando-o a uma direção alternativa do enredo.
Ao começar o jogo, o jogador assume o papel de Yukito Kunizaki, e três das cinco direções estarão disponíveis no arco de história Dream. Quando essas três direções forem completadas, uma nova direção, chamada Summer, ficará disponível, onde o jogador toma o papel de Ryūya. Summer é um arco linear, sem qualquer escolha sendo apresentada ao jogador. Após completar o arco Summer, outra direção chamada Air ficará disponível, servindo como o final verdadeiro para a história. Em Air, o jogador assume o papel do corvo chamado Sora. Na versão adulta desse jogo, há cenas, feitas com computação gráfica, retratando Yukito e uma das heroínas tendo sexo. Eventualmente, Key lançou uma versão de Air sem o conteúdo erótico.

## Versões do Anime

### Air TV
A versão televisa de Air foi anunciada pela Key em agosto de 2004. No dia 14 de novembro de 2004 foi lançado um DVD promocional intitulado 'Air ~prelude~', contendo entrevista com os dubladores, abertura e o encerramento da série. O DVD teve uma baixa tiragem, apenas 20.000 unidades.
Os treze episódios foram exibidos entre os meses de janeiro e setembro de 2005. A série é dividida em três partes: Dream (episódios 1~7) tendo Yukito como protagonista; Summer (7~9) que mostra a jornada da última menina alada Kanna, e os seus companheiros Ryuuya e Uraha e Air (10~12) recontando a história sob a perspectiva de Misuzu. O décimo terceiro episódio é um resumo da série. O DVD de Air TV foi lançado no Japão no dia 5 de outubro de 2005. 
O anime começa com a chegada de Yukito Kunisaki a Kami, distrito de Kasumi localizado na prefeitura de Hyogo. O jovem títereiro viaja pelo país em busca da "menina que está no céu" ou "menina alada". Na cidade acaba fazendo amizade com a solitária Misuzu Kamio, a quem passa a ajudar. Em troca passa a receber abrigo na casa de Misuzu. Durante sua passagem pela cidade, Yukito conhece algumas das moradoras da cidade que a exemplo de Misuzu tem forte fixação pelo céu. Ao estabelecer suas amizades, o jovem descobre que por trás dos sorrisos e atitudes alegres escondem-se algumas tristezas e os mais variados problemas, aos quais tentara ajudar. 
A série possui vários momentos cômicos, mas o clima dramático impera, principalmente nos dois últimos arcos.

### Air in the Summer
Após o término da série, foram produzindo dois episódios especiais, exibidos pela BS-i nos dias 24 de agosto e 4 de setembro de 2005. Intitulados 'Air in the Summer' foram elaborados a partir do arco "Summer" da série de TV e mostra a jornada de Kanna, Ryuuya and Uraha. Cronologicamente, ocorrem entre os episódios 8 e 9 do anime.

### Air - The Movie
'Air - The Movie' produzido pela Toei Animation foi lançado no Japão no dia 5 de fevereiro de 2005. O longa-metragem mantém a história base mas tem desenrolar um pouco diferente. O enredo é mais romântico, concentrando-se na relação de Yukito e Misuzu. Os demais personagens da série fazem rápidas aparições. O Design Character e a personalidade dos personagens são relativamente diferentes. Misuzu é mais madura e Haruko mostra-se uma mãe mais dedicada e amorosa. Yukito é mais caprichoso em seu trabalho de titereiro, mas totalmente displicente em sua missão de encontrar a "menina de asas". Toda a trilha sonora incluindo as canções 鳥の詩 (Tori no Uta) e 青空 (Aozora) foram reaproveitadas da série, mas novas músicas foram adicionadas ao filme. A música "If dreams came true", até então inédita na série, foi tocada juntamente com "Farewell song" no encerramento do filme.

## Personagens
Yukito Kunisaki - Yukito Kunisaki é um jovem titereiro solitário que carrega a missão de encontrar a "criança alada". A missão, assim como sua peculiar habilidade de manipular fantoches sem a utilização de fios, está há gerações na família Kunisaki. Yukito é em geral impaciente e indisciplinado, mas é de personalidade reta. Acaba se afeiçoando por Misuzu durante o seu curto relacionamento. 
Kamio Misuzu - Misuzu pode ser descrita como uma garota alegre e motivada, mas na verdade é triste e solitária. Ela não consegue estabelecer nenhum tipo de laço afetivo em decorrência de sua estranha doença. No momento em que toma consciência de que está gostando de alguém, ela passa a ter crises de choro. Sabendo disso, sua mãe adotiva, Haruko Kamio passou a estabelecer um relacionamento frio e distante. Com a chegada do verão e as férias escolares, Misuzu decide tentar conseguir fazer um amigo(a). Quando suas chances pareciam terminado, acaba encontrando Yukito na praia próxima a escola. Ela decide jogar suas últimas cartas com ele. Misuzu na verdade é a reencarnação de Kannabi, uma menina alada que morreu antes de chegar a fase adulta, quando Misuzu começa a ter sonhos relacionados ao céu a sua doença começa a piorar, fazendo assim com que ela morra.
Tohno Minagi - Ela é uma colega de classe de Misuzu que se torna amiga de Yukito ao decorrer do anime. Muito inteligente, é a presidente e única membra do Clube de Astronomia. Tem uma "protegida" chamada Michiru, por quem tem profundo afeto. O drama sofrido por Minagi é que esta perdeu sua irmã mais nova, antes do parto. Assim sua mãe passou a sofrer de depressão e distúrbios mentais, confundindo ela com sua filha falecida, e por muitas vezes, Minagi é obrigada a morar na rua junto de Michiru.
Michiru - No anime não se fala muito sobre Michiru. Ela é uma garota que deve ter por volta dos 7 ou 8 anos e que vive na rua. Ela é a "protegida" de Minagi, e ao chegar perto do fim do anime revela-se que ela é um pedaço de sonho, trazida por Minagi.
Nota: a respeito de Minagi e Michiru, a história tem muita importância, visto que Michiru se torna uma pena branca e voa pelo céu. Tendo assim uma relação com o Sonho das Estrelas.
Michiru - É a segunda irmã de Minagi - que aparece no decorrer e no episódio final do anime, e tem as mesmas características físicas da mesma.
Kamio Haruko - Haruko é a mãe adotiva - Mas, em graus reais de parentesco, é a tia - de Misuzu, com quem a garota viveu desde que era um bebê. Haruko sempre evitou contatos com a menina para evitar que a Misuzu tenha crises de relacionamento, porém, existe um outro motivo que é explicado ao decorrer do anime.
Potato - Potato (Chamado de batatinha na versão legendada brasileira). Ele é o responsável pelo encontro de Yukito e Kano, e é a partir de então que começa a amizade dos dois. Kano parece ser capaz de compreender o que Potato "fala". Diferentemente dos cachorros habituais, Potato, ao latir, fala "piko".
Kano Kirishima - Kano é uma garota que sofre de alguns problemas misteriosos. Ela e seu cachorrinho (Potato) são as "Pessoas Nascidas na Terra do Tempo Livre", ou simplesmente Cidadãos Desocupados (Himahimaseis), sendo ela a 1ª, Yukito o 2º e Potato o 3º. Kano sofre de algo misterioso que não é explicado nem ao final do anime. O que acontece é que ela costuma ter ataques em que fica fora de si, e em uma situação já chegou a cortar os pulsos. Kano vive com sua irmã numa clínica.
Editado:
O que faz Kano ficar fora de si tem relação a história da Pena Branca encontrada por ela, no capítulo 3 da série. Após pegar uma pena branca quando criança, ela começou a ficar com esta doença, no anime explica que ela esta sendo possuída por uma mulher do passado que era dona da tal pena, a historia da misteriosa mulher é contada pela pena, que se destrói depois de revelar as memórias presas dentro dela, fazendo assim com que Kano se curasse da doença.
Hijiri Kirishima - Hijiri é a irmã mais velha de Kano, também é a responsável pela mesma depois que seus pais morreram. Ela é a medica de uma clinica na cidade, é ela que oferece um emprego para Yukito. Ela também cuidou de Misuzu quando a mesma era pequena.
Kannabi no Mikoto - Kannabi ou Kanna como é chamada, é uma pessoa alada que foi separada da mãe quando era muito pequena. Ela cresceu sendo cuidada por monges, em certa época do ano ela é mudada para outro tempo, e todo ano quando chega esta época ela vai para outro templo, nunca ficando no mesmo por muito tempo (não se sabe o porque disso). Antes de ser mudada para um novo templo ela conhece Ryuya, e foge com ele e sua criada Uraha em busca da sua mãe. Durante a viaje ela se diverte e pela primeira vez age feito uma criança como ela deveria fazer. Após encontrar a mãe, e a mesma morrer protegendo ela, Kanna levanta voo pela primeira faz e tenta fugir só que não consegui pois os monges do templo lhe jogam uma maldição, Kanna fica presa num sonho no qual Ryuya morreu nossos seus braços. Assim todas as sua descendentes morrem antes de chegar a fase adulta.
Ryuya - Fiel servo de Kannabi, ele a ajuda fugir para encontrar a mãe e é ferido na montanha. Por causa deste ferimento e da maldição de Kanna, ele morre precocemente deixando para trás um filho e um texto explicando sobre as pessoas aladas e o "sonho das estrelas".
Uraha - Serva de Kannabi, acaba tendo um filho com Ryuya depois da morte de Kannabi, para que a vontade de Ryuya de proteger a Kannabi não se perdesse.
Sora - É o o bichinho de estimação de Misuzu, ele aparece na segunda parte do anime.